# Tadeusz Dominik

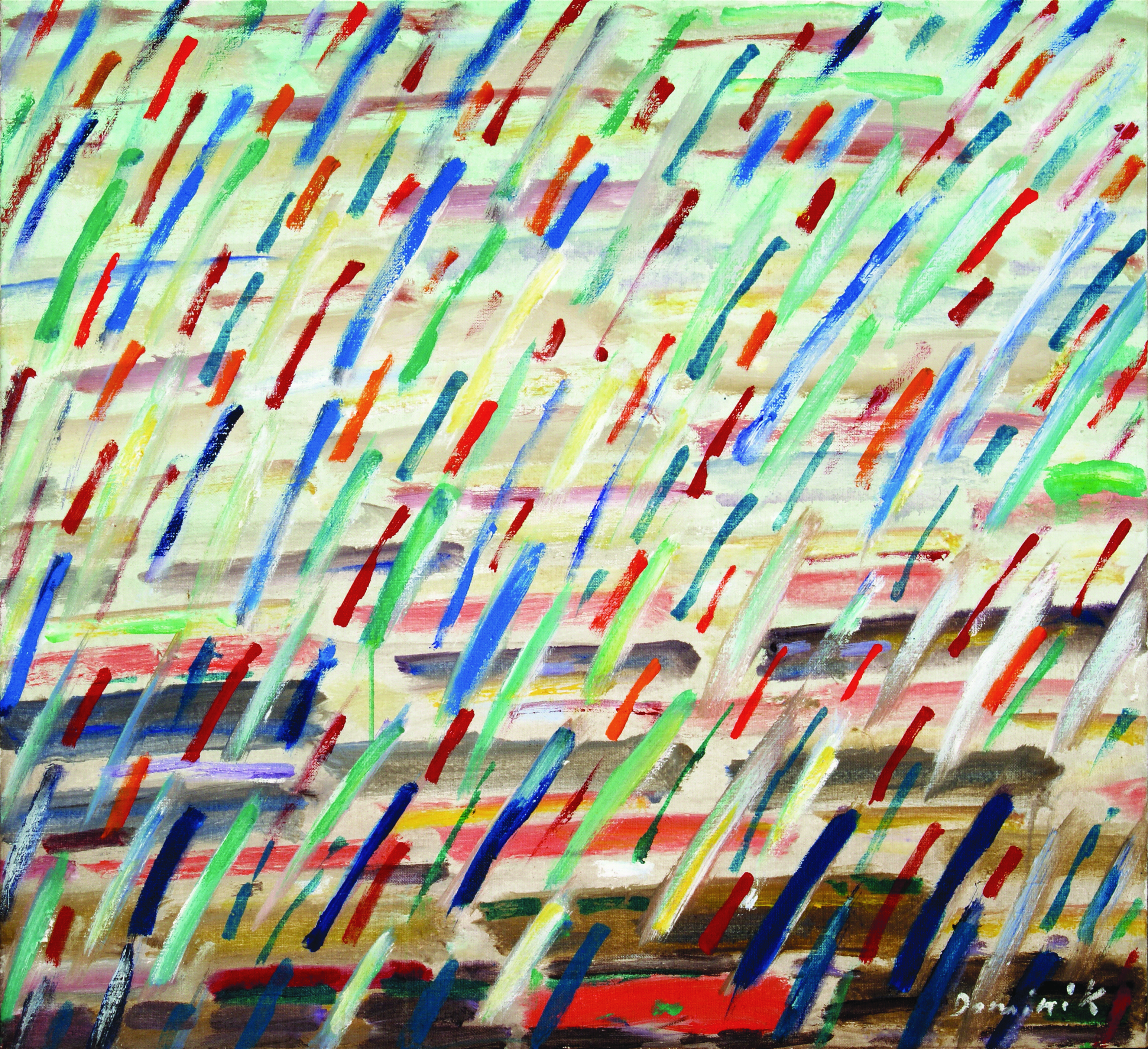
Tadeusz Dominik, Bez tytułu (deszcz), 1985

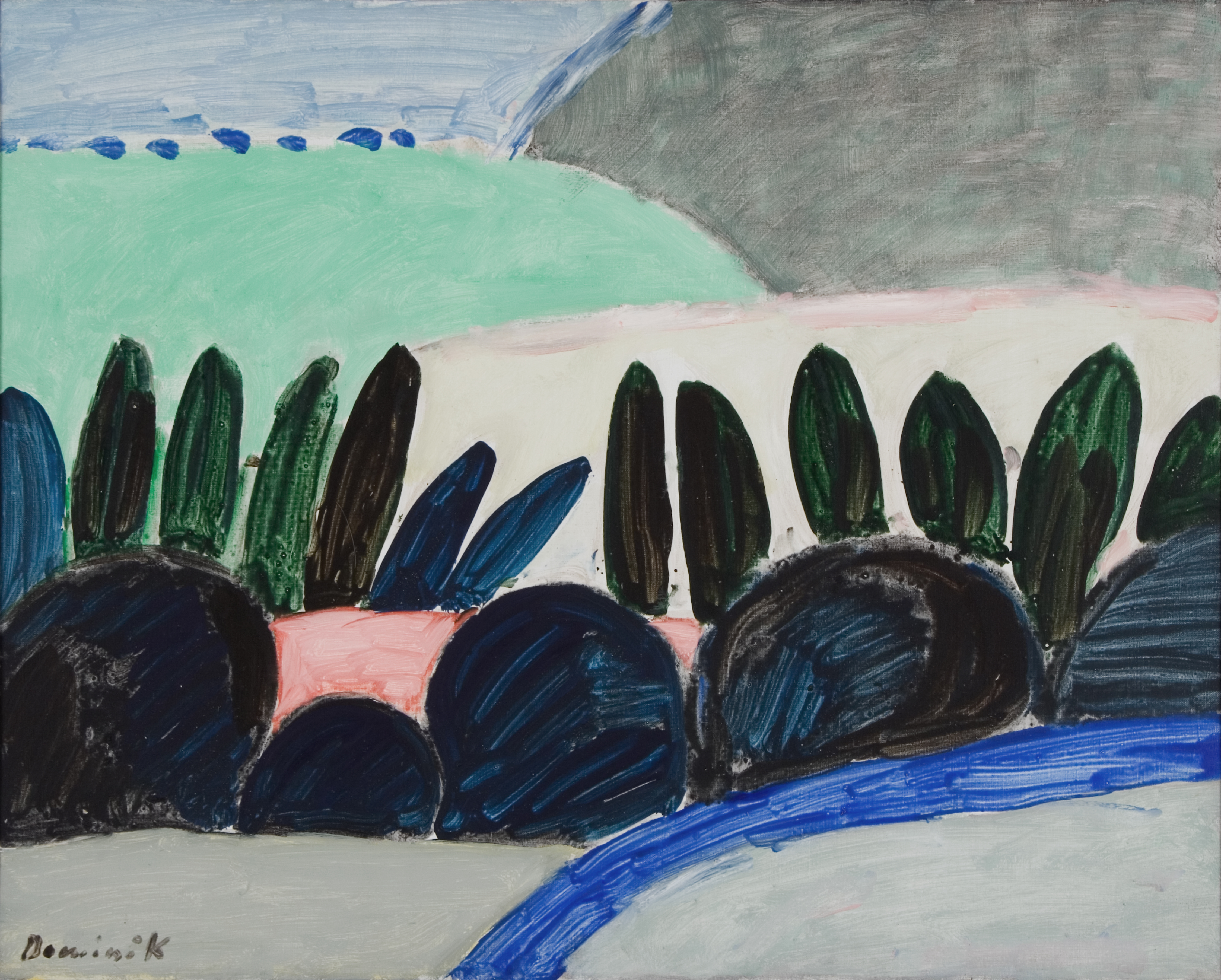
Tadeusz Dominik, Pejzaż, 1988

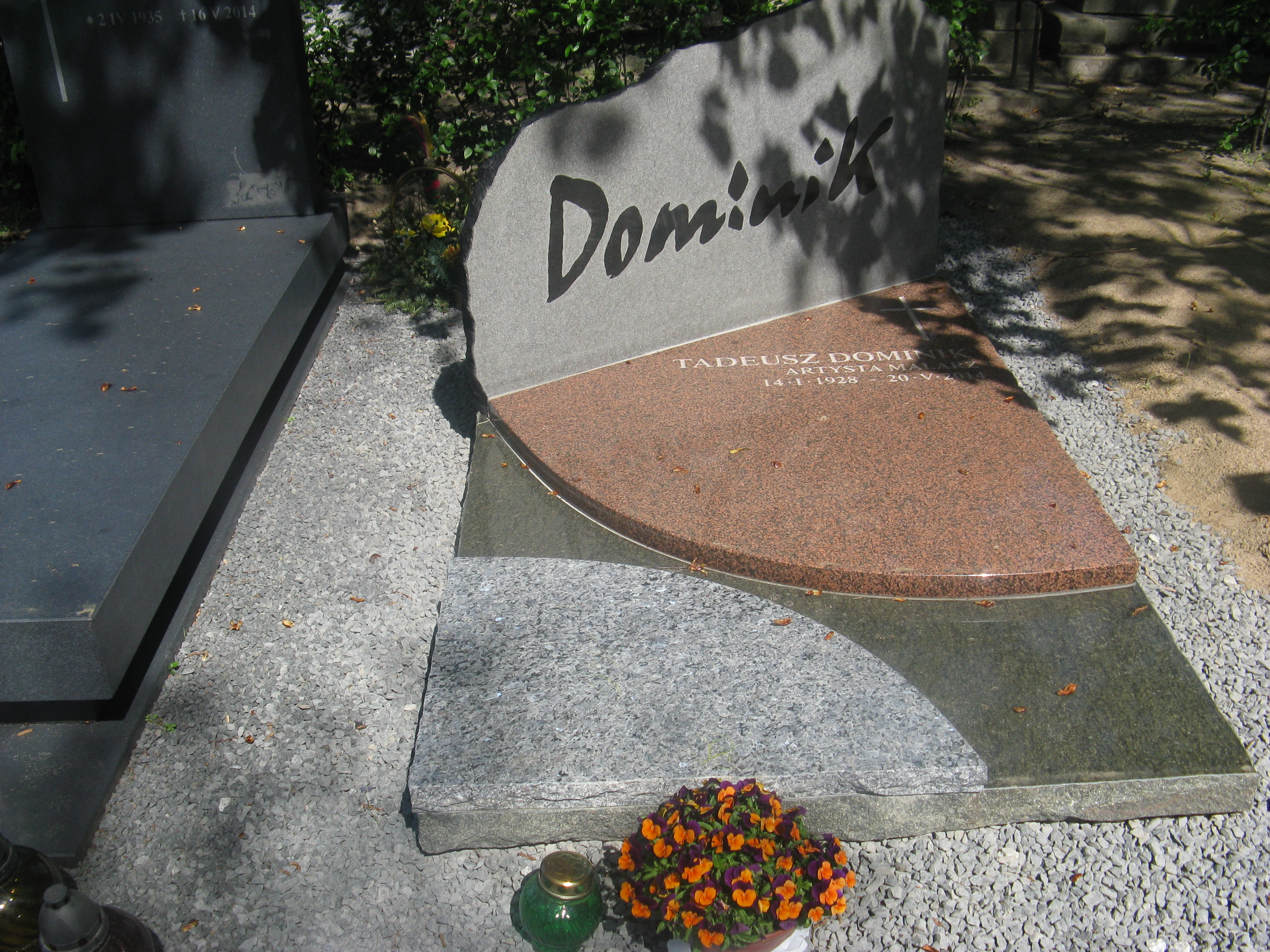
Grób Tadeusza Dominika na Cmentarzu Wojskowym na Powązkach
w Warszawie

Tadeusz Dominik (ur. 14 stycznia 1928 w Szymanowie, zm. 20 maja 2014 w Warszawie) – polski malarz, grafik, rzeźbiarz, twórca tkanin artystycznych i ceramik.

## Życiorys
Pochodził z ubogiej rodziny rolniczej. W latach 1946–1951 studiował malarstwo w Akademii Sztuk Pięknych w Warszawie. Dyplom uzyskał w 1953 w pracowni Jana Cybisa. Jeszcze przed jego otrzymaniem został asystentem w pracowni Wacława Waśkowskiego na Wydziale Grafiki. Był stypendystą Rządu Francuskiego (1958–1959) i Ford Foundation (1961–1962). W Akademii przeszedł wszystkie stopnie kariery akademickiej od asystenta do profesora zwyczajnego, którym został w 1988. Dwukrotnie, w latach 1971–1974 i 1987–1989, był dziekanem Wydziału Malarstwa ASP. W 1990 przeszedł na emeryturę.
Bezpośrednio po studiach zajmował się grafiką, a od połowy lat 50. uprawiał malarstwo i tkaninę artystyczną. Debiutował w 1951 na VII Wystawie Plastyki w Radomiu. Jego pierwsza wystawa indywidualna odbyła się w Zachęcie w 1957. Za granicą zadebiutował pokazem prac (cykl drzeworytów pt. „Macierzyństwo”) na XXVIII Biennale w Wenecji w 1956. Jego prace znajdują się w zbiorach Muzeów Narodowych: w Warszawie, Krakowie, Poznaniu, Wrocławiu, Szczecinie, a także w Museum of Modern Art w Nowym Jorku, Museo de Bellas Artes w Caracas, Galerii Albertina w Wiedniu, Stedelijk Museum w Amsterdamie oraz w kolekcjach prywatnych w kraju i za granicą.
Zmarł 20 maja 2014 i został pochowany w Alei Zasłużonych na Cmentarzu Wojskowym na Powązkach w Warszawie (kwatera 30BII-tuje-16).

## Twórczość
Malarstwo Tadeusza Dominika cechuje styl, który łączy w sobie abstrakcyjne motywy inspirowane przyrodą z tradycjami polskiego koloryzmu. Nie ilustrował natury, tylko zachęcał do indywidualnego jej odbioru. Zbigniew Herbert opisał świat Dominika jako „ogniste słoneczne koła, kwiaty, patyki w płocie, dzbany, bochny chleba, trawa”.
Prace Dominika były prezentowane także na licznych wystawach tymczasowych – indywidualnych i zbiorowych, m.in. na Guggenheim International Award (Nowy Jork, 1958), w Galerii Lambert (Paryż, 1959), Galerie für Moderne Kunst Varrelbisch (Hamburg, 1988), Starej Kordegardzie (Warszawa, 1988), Gallerie Lanterna (Sztokholm, 1990), Muzeum Archidiecezji Warszawskiej („Tadeusz Dominik i uczniowie”, 1992) i na Expo '92 (Sewilla).

## Nagrody i odznaczenia
- 1955 Laureat Ogólnopolskiej Wystawy Młodej Plastyki
- 1964 Laureat Le Festival International d’Art Contemporain (Monte Carlo)
- 1973 Nagroda im. Jana Cybisa
- 1973 Nagroda im. George’a Rowneya (Londyn)
- 2004 Krzyż Oficerski Orderu Odrodzenia Polski[4]
- 2008 Nagroda Ministra Kultury i Dziedzictwa Narodowego RP w dziedzinie sztuk plastycznych
- 2010 Nagroda im. Kazimierza Ostrowskiego
- 2013 Złoty Medal „Zasłużony Kulturze Gloria Artis”[5]